# The Business
The Business – angielski zespół Oi!/punkowy utworzony w późnych latach 70. Ich album Suburban Rebels wywarł ogromny wpływ na ruch Oi!. Ich największy współczesny przebój England 5 – Germany 1 (na cześć wyniku meczu Anglia – Niemcy, podczas kwalifikacji do Mistrzostwa Świata 2002), stał się piłkarskim hymnem Anglii.

## Dyskografia

### Albumy studyjne
- Suburban Rebels (1981)
- Saturday's Heroes (1985)
- Welcome to the Real World (1988)
- Keep the Faith (1994)
- The Truth, the Whole Truth and Nothing But the Truth (1997)
- No Mercy for You (2001)
- Under the Influence (2003)
- Hardcore Hooligan (2003)

### Kompilacje/Albumy koncertowe/Single
- Harry May (2002)
- Hell 2 Pay (2002)
- The Complete Singles Collection (2001)
- Oi, It's Our Business: The Best of the Business (2001)
- Smash the Discos/Loud, Proud and Punk (Live) (2001)
- Mob Mentality (2000)
- Live (1999)
- The Best of The Business: 28 Classic Oi Anthems... (1998)
- Loud, Proud and Oi! (1996)
- Death II Dance (1996)
- 1979-89
- Singalong a Business
- Blue Stereo Music
- Harry May: The Singles Collection

### Inne kompilacje
- Punch Drunk 4
- UK/DK: The Soundtrack to the Film (Soundtrack) (Score)
- Oi! The Resurrection
- World Still Won't Listen: Tribute to the Smiths
- 100% British Punk (Box Set)
- United Kingdom of Punk 3: The Hardcore Years
- Oi! This Is England (Box Set)
- Burning Ambitions: A History of Punk (Box Set)
- Punk, Proud & Nasty
- Lords of Oi! (Box Set)
- 100% British Oi! Oi!
- Give 'Em the Boot
- Burning Ambition: History of Punk Vol. 2
- Anarchy from the UK, Volume One
- Oi! Greatest Hits Vol. 1
- Punk City Rockers (Box Set)
- Kill Your Radio
- Voice of the Streets
- Ścieżka dźwiękowa do filmu Eurotrip
- Trouble on the Terraces